# Caroline Series
Caroline Mary Series (Oxford, 24 de março de 1951) é uma matemática inglesa. Trabalha com geometria hiperbólica, grupos de Klein e sistemas dinâmicos.
Foi palestrante convidada do Congresso Internacional de Matemáticos em Berkeley (1986: Symbolic dynamics for geodesic flows).
Em 2017 foi eleita membro da Academia Europaea.

## Obras
- com David Mumford, David Wright: Indra's Pearls. Cambridge University Press 2002.
- The geometry of Markoff Numbers. Mathematical Intelligencer, Vol. 7, 1985, p. 24-31.
- Noneuclidean geometry, continued fractions and ergodic theory. Mathematical Intelligencer, Vol. 4, 1982, p. 24.
- Some geometrical models of chaotic dynamics. Proceedings Royal Society, A 413, 1987, p. 171.
- Series, Wright Non euclidean geometry and Indra´s Pearls, Plus Magazine